# 香港の政治
香港の政治（ホンコンのせいじ）では香港の政治制度について記述する。香港返還以降イギリス植民地時代の行政府および官僚主導の政治から、民主化および政党政治への移行がされると期待されたが実現することはなく中央政府の指導を受ける体制になっている。

## 歴史

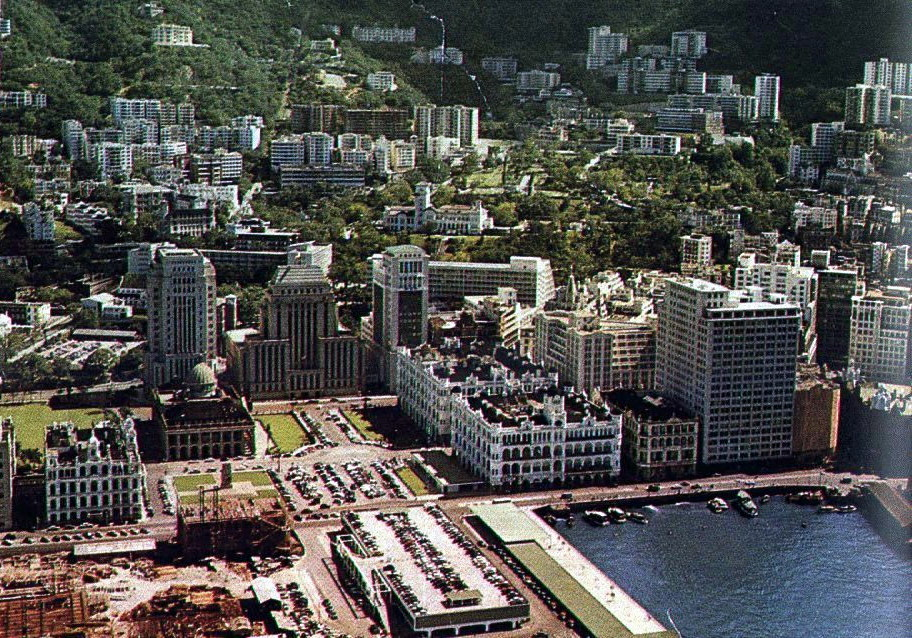
1950年代の香港島

香港は中継貿易拠点としてイギリスに植民地化された。当初の人口は僅かで、中国系住民（華人）は中国本土から移民として香港に定住した経緯がある。そのため、住民の多数を占める中国系住民は、中国本土の政治運動の影響を受けた中国ナショナリズムを主張することもあったが、香港住民として政治参加を求める意識は当初、あまり強くなかった。
以後、イギリスによって香港は統治されるが、1941年の香港の戦いにおいてイギリス軍は日本軍に圧倒され、降伏。以後、香港は日本の占領下に置かれた。日本の統治に反対する香港住民の反日活動や、連合軍による空襲などの軍事活動はあったが、日本による香港の統治は、日本の降伏まで続いた。
1945年の第二次世界大戦の終結に伴い、日本軍が去った後も、しばらくの間、中国国民党率いる中華民国が中国大陸を統治していた。この時期まで、香港の境界は開放的であり、人の移動も自由であった。しかし、その後国共内戦が始まると、多くの避難民が本土から流入し始めた。1949年に中国共産党が内戦に勝利し、中華人民共和国を建国すると、共産党政府による圧制を嫌い、大量の難民が香港に流入したため、香港政庁は中華人民共和国との境界線を閉鎖した。中国共産党政府は香港の主権回復ではなく、むしろイギリスとの国交回復を求めた。イギリスはこれに応じ、他の西側諸国に先駆けて1950年に同国を承認した。1972年まで両国の間で正式な大使交換は行われず（1954年以降、相手国に代弁〈en:Charge d'affaires, zh:代辦〉を派遣した）、またイギリスは1972年まで台湾の台北県淡水に領事館（紅毛城）を維持した。
この閉じられた領域の中で、時間が経つにつれ、中国系住民に「香港人」としてのアイデンティティも形成され始める。香港に流入した大量の難民は、安い労働力として経済発展の基礎となった。一方、当初、難民は劣悪な生活環境に置かれていたため、香港社会はしばしば不安定化した。1956年には、国共内戦に敗れ、台湾に逃れた中国国民党政府に近い右派組合による破壊活動が発生した。1960年代には、中華人民共和国の文化大革命の影響による政情不安（中国共産党の工作員による工作が原因）と、一部紅衛兵の流入が発生し、1967年の香港暴動につながっていく。
こうした事態を受け、当時の香港政庁も社会や政治の安定化に留意する必要が出てきた。そのため、華人を扱う華民政務署を民政署（現在の民政事務局）と改称し、社会政策の拡充を図った。マクレホース総督による地下鉄建設や郊外の開発、9年間の義務教育の実施が始まったのも、この時期である。1973年の警察高官ピーター・F・ゴッドバーの汚職・逃亡事件が住民の大きな反感を買い、香港政庁は「廉政公署」（ICAC、汚職取締独立委員会）を設置した。さらに1970年代から1980年代にかけて、部分的な民主化（各層議会における任命議席の撤廃や縮小と民選化）も始まる。

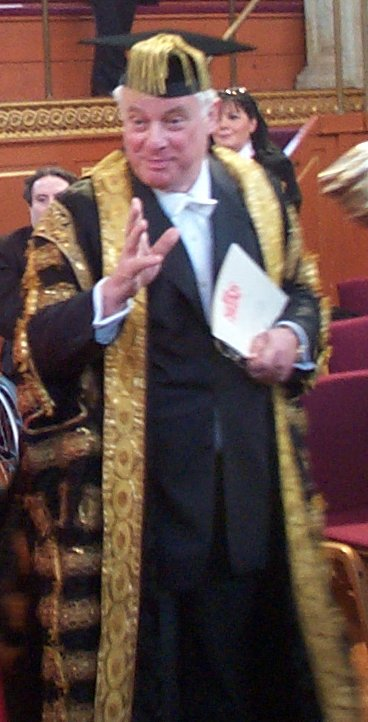
クリストファー・パッテン (最後の香港総督)

1992年に就任したクリストファー・パッテン総督は、1995年に大胆な議会の民選化を実施する。その背景には、1989年の天安門事件における虐殺行為によって、中華人民共和国に対する香港住民の不信が大きくなったことや、民主化の流れを作ることで、イギリスの影響力を確保する意図があったといわれる。いずれにせよパッテンの政治改革は、中華人民共和国の反感を招いた。
1997年のイギリスから中華人民共和国への返還後、香港の民主制度は逆行し、臨時立法会の設置や地方議会での任命議員の復活が行われた。香港特別行政区基本法では2007年以後、行政長官選挙や立法会の完全な民選化の検討を規定しているが、2018年現在においても完全な民選化は実現していない。2004年の全国人民代表大会による基本法解釈は、2007年および2008年の普通選挙化を否定した。2005年、香港政府は行政長官選出の民主度を高める提案を行ったが、完全普通選挙を求める民主派の妥協が得られず、否決された。2006年に入り、2012年の普通選挙実施が香港政府、民主派など各勢力の間でコンセンサスになっている。3月に結成された公民党は、梁家傑立法会議員を行政長官候補に擁立し、12月10日の選挙委員会選挙で、正式立候補に必要な100人を大幅に超える132人の委員を確保した。

### 一国二制度
1997年のイギリスから中華人民共和国への返還の際、中華人民共和国当局は「香港返還後50年間政治体制を変更しない」ことを確約した（一国二制度）。それにより、特別行政区が設置され、ミニ憲法である香港特別行政区基本法の下、高度な自治権を有する。死刑制度も存在しない。ただし、外交と軍事は中央政府の管轄であり、外交部駐香港専員公署と人民解放軍駐香港部隊が設置・派遣されている。香港には中国共産党の組織は表向き存在しないことになっているが、近年では中央政府による香港政府への干渉が憂慮すべき水準に高まっており、プエルトリコやグリーンランド並みの「高度な自治権」ではなく、「半自治権」を有するに過ぎないとみるメディアもある。

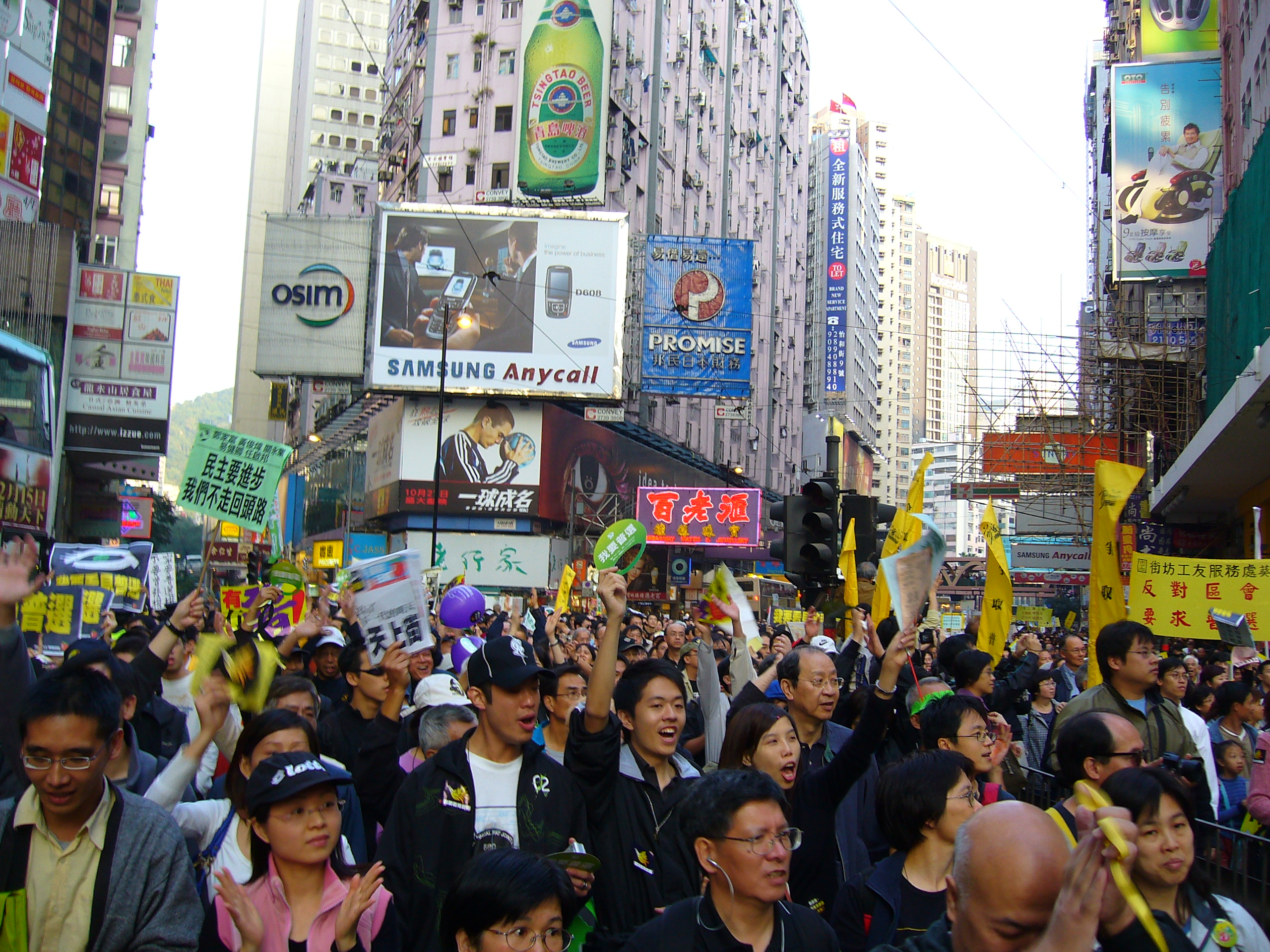
直接選挙と民主化を訴えるデモ

基本法において、行政長官および立法機関である立法会（後述）の選出方法は、最終的に直接選挙に移行すると規定されているが、行政長官は少数（1200人）のメンバーからなる選挙委員会により選出される。立法会選挙においても直接選挙と、職能団体を通した間接選挙で選出された議席がある。
香港基本法付属文書によれば、2007年・2008年に行政長官・立法会の選出方法を直接選挙に移行することが可能なはずであった。しかし、当時の董建華行政長官は任期中に不景気が続いたことや、1997年の鳥インフルエンザへの対応の不手際、香港大学の世論調査プロジェクトへの介入が露呈したことなどが原因で不人気であったにもかかわらず、2002年に再選され香港市民の不満が高まった。それに2003年のSARSでの不手際、さらに基本法23条に基づく国家治安条例の制定を強行しようとしたことが重なり、ついに50万人が参加したとされる辞任要求デモが2003年7月1日に行われた。これに危機感を持った中華人民共和国当局は、2004年3月に全国人民代表大会常務委員会による基本法解釈を行い、2007年と2008年の普通直接選挙への移行を否定した。
2017年香港特別行政区行政長官選挙からは1人1票の「普通選挙」が導入される予定であったが、2014年8月31日に全国人民代表大会常務委員会は中華人民共和国政府の意に沿わない人物の立候補を事実上排除する方針を決定した。そのため、香港の民主化団体は中華人民共和国に抗議するデモ活動を行った。

### 国家安全維持法
2020年6月30日に香港特別行政区国家安全維持法が施行、この法律は香港基本法など他の法律よりも上位の法律であり、高度な自治は事実上終焉することになった。
普通選挙の導入は行われておらず、2020年11月12日に全人代常務委員会は立法会議員の資格に関して、中国及び香港政府への忠誠を議員に必要な条件に加える香港特別行政区立法会議員の資格問題に関する全国人民代表大会常務委員会の決定を採択し、4人の議員資格を剥奪した。この件に対し民主派15人が辞任した。
2021年3月30日全人代は香港政府トップの行政長官と議会に当たる立法会の議員の選挙制度の変更の詳細を全会一致で可決した。これにより立法会議員については70ある議席を90に増やす一方で、市民の直接投票で選ばれる議席は35から20に削減された。さらに立候補者は香港国家安全維持法に基づいて設置された警察の治安部門による事前の調査が必要となり、調査の結果中国政府に忠誠を尽くしていないと判断された場合には立候補の資格が与えられないこととなった。

## 政府機構

### 首長

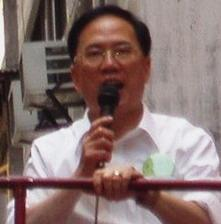
曽蔭権元行政長官

基本法の規定により、行政長官 (Chief Executive) が置かれる。行政長官は「特別行政区の首長」という意味で「特首」と略称される。行政長官の諮問機関として14人の高官（後述する3司長と11局長）及び15人の政府外メンバー（「非官守議員」）からなる行政会議が設置されている。
現在の行政長官は李家超である。

### 行政会議

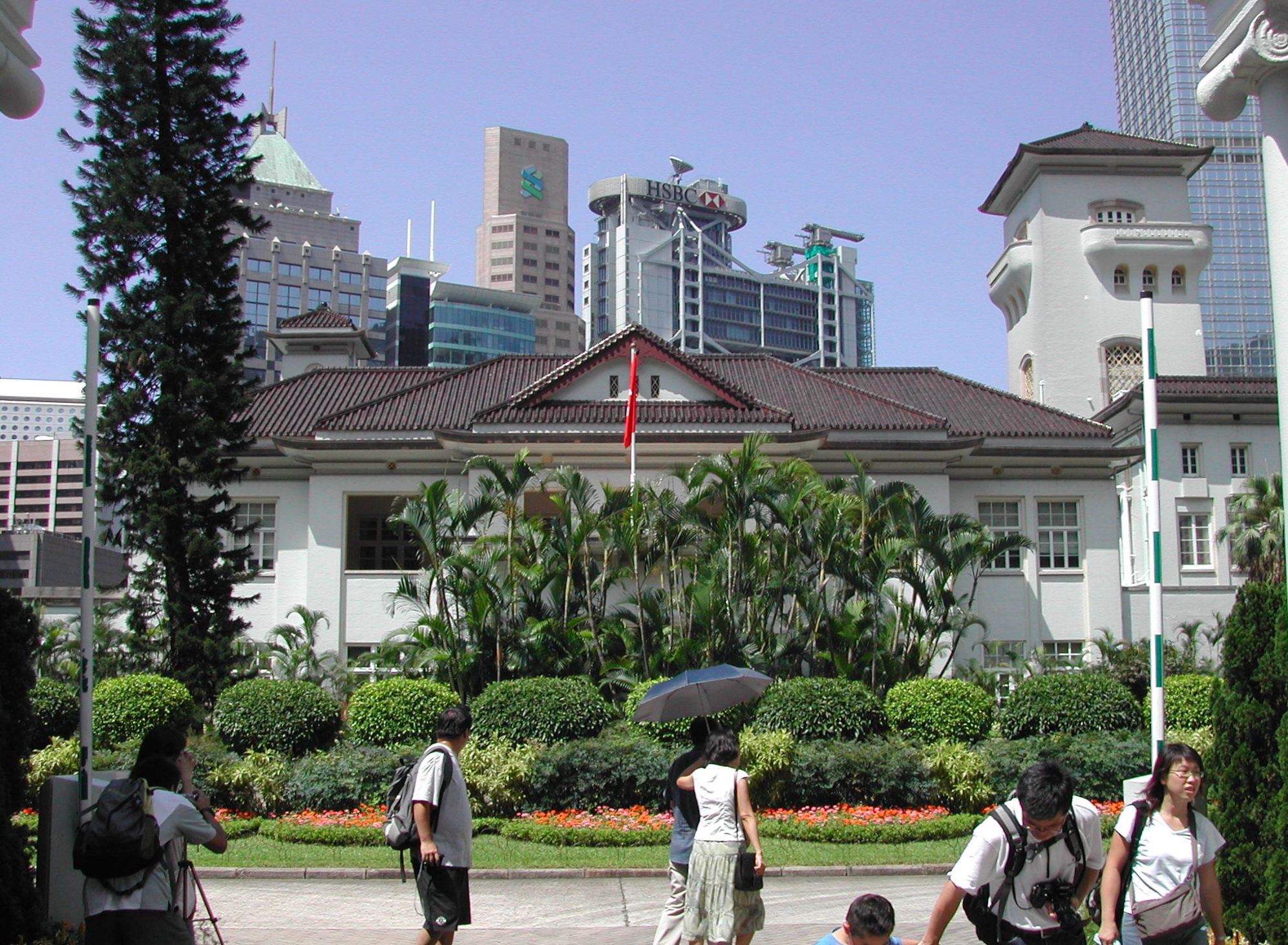
ガバメント・ハウス（礼賓府）

行政会議 (Executive Council) は、日本の閣議に相当する。行政長官の諮問機関であり、行政府の議決機関ではない。行政長官を議長とし、3司長、11局長（三司十一局）からなる官方議員と、それ以外の非官方議員から構成される。

### 3司長
行政長官の下に3司長が置かれている。外遊等何らかの原因で行政長官がその職務を行うことができないときには、以下の順位に従い3司長のいずれかがその職務を代行する。
- 政務司司長 (Chief Secretary for Administration) ：政策全般の制定と実施について行政長官を補佐する。司長の筆頭であるため、英文名称にはChiefが付加されている[要出典]。行政長官に次ぐ香港政府のナンバー2である。
- 財政司司長 (Financial Secretary) ：財政、金融、経済、貿易、就業に関する政策の制定と実施について行政長官を補助し、財政予算案を制定する。
- 律政司司長 (Secretary for Justice) ：検察機構である律政司を率い、行政長官の法律顧問を兼ねる。

### 12の決策局と局長
現在、各分野における政策の制定する「決策局」が設置されている。各政策局の長として局長が置かれる。局長の英文名称は、司長と同じSecretaryである。2014年現在において、以下の12局が置かれている。
複数の業務を担当する局の場合には、内部組織として科が設けられることもある。その場合、局長を補佐する常任秘書長が科の責任者となる。また、科が設置されていない局にも複数の常任秘書長がいることがある。
- 商務及経済発展局：工商及旅遊科（通商政策、観光政策、中小企業対策、知的財産権などを担当）と通訊及科技科（ハイテク産業育成、メディア行政を担当）が置かれる。常任秘書長は2人。
- 財経事務及庫務局：財経事務科（金融政策を担当）と庫務科（政府財政を担当）が置かれる。常任秘書長は2人。
- 公務員事務局：公務員人事（採用、育成）、規律保持を管轄。
- 民政事務局：社会政策、娯楽・スポーツ、文化行政を管轄。
- 発展局：住宅政策、土地計画を管轄。常任秘書長は2人。
- 保安局：治安（警察、刑務所）、防災・救急、境界（入管、税関）行政を管轄。
- 政制及內地事務局：選挙事務や中央政府との折衝、海外との条約・協定に関する事務を管轄。
- 教育局：教育行政を管轄。
- 労工及福利局：福祉政策を管轄。
- 環境局：環境政策を管轄。
- 運輸及房屋局：運輸政策、建設・公共工事を管轄。常任秘書長は2人。
- 食物及衛生局：公共衛生、食品安全を管轄。常任秘書長は2人。局幹部や管轄下の執行部門、公営機構には医師が多い（前任と現任局長、WHO事務局長に当選した陳馮富珍前衛生署長）。

### 政治任命制度の改革
2002年7月より「主要官員問責制」（以下、問責制）が導入された。これは、3司長および局長を（身分保障のある）公務員からの昇格ではなく、行政長官の政治任用に改め、政治責任を負わせる制度であり、事実上の閣僚制とも言える。公務員が局長や司長に就任するには、原則として公務員を退職しなければならない（公務員事務局長を除く）。
これに合わせて、局は従来の16から11に再編された。導入前の「局長」、つまり公務員の最上位は常任秘書長 (Permanent Secretary) と改名され、新しい局長の下に位置することになった。そのため、一つの局が異なる分野を管轄することになり、旧局の組織がそのまま新局の下部組織である「科」に移行した例が多い。局の再編については、サービス産業政策と労働政策、あるいは環境政策と建設政策のように、立場や指名の衝突しやすい分野を同一局が管轄することになり、チェックアンドバランスが働きにくくなるとの懸念もある。

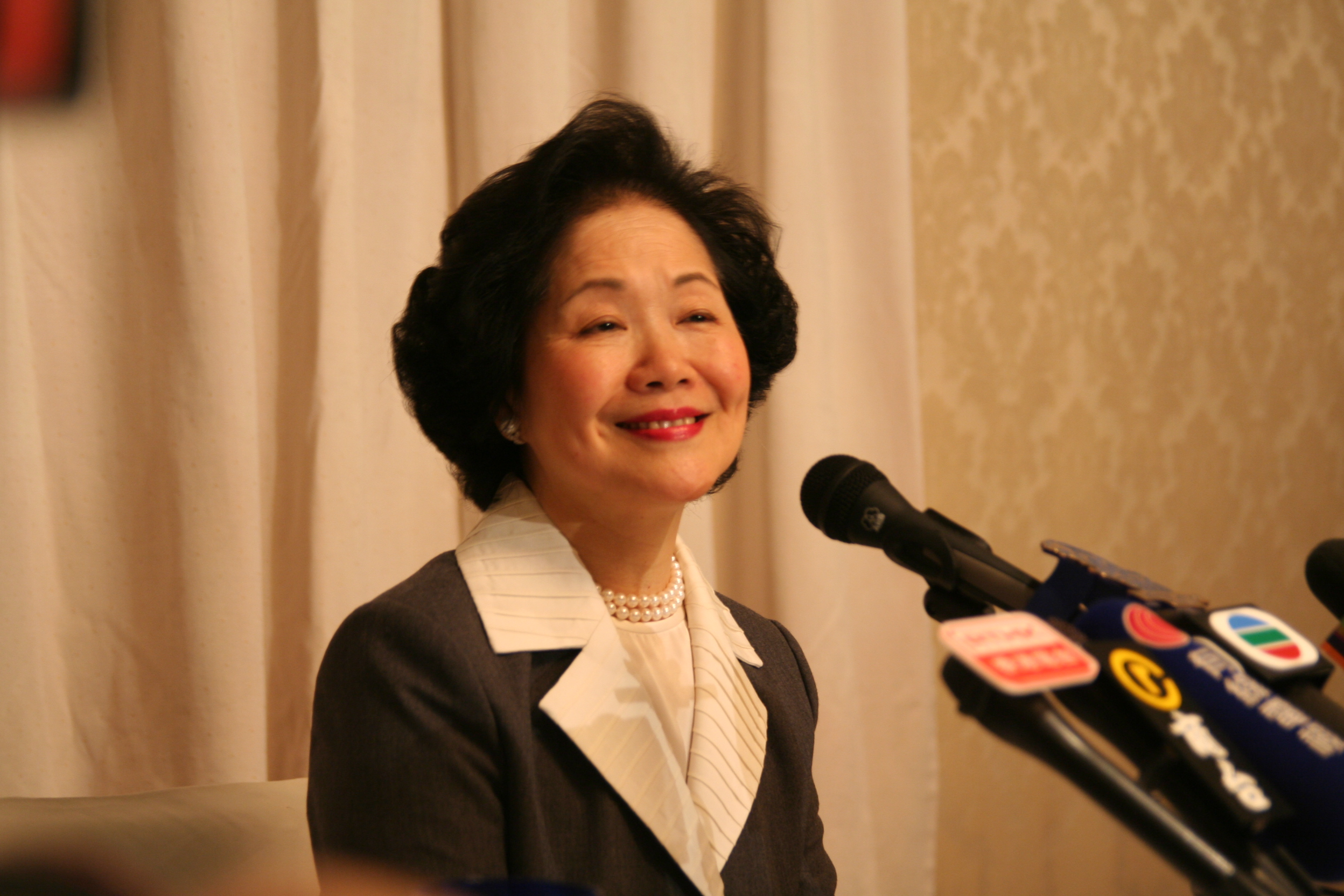
陳方安生（アンソン・チャン）

問責制は本来、司長および局長の「責任を問う」制度である。しかし、立法会に対しては責任を負わず、任命者である行政長官のみに責任を負っている。実質的な違いは、司長の権限を弱体化することだと言われた。従来の局長は政務司司長や財政司司長に責任を負っており、そのため、陳方安生（アンソン・チャン）元政務司司長のように行政長官と対立し、牽制した例もあったからである。
2006年、香港政府は政治任用を拡大し、副局長ポストを増設することを検討すると発表した。局長の業務が重く、それを軽減するというのが理由である。ただし副司長の設置は除外するとしている。

### 執行部門
決策局の下には、政策実行を担う「部門」（「署」もしくは「処」と呼ばれる）が置かれている。「部門」の長は管轄の局長に責任を負う。ただし、廉政公署（汚職取締独立委員会）や申訴專員公署（オンブズマン事務局）など一部の「部門」は直接、行政長官に責任を負っている。

## 議会

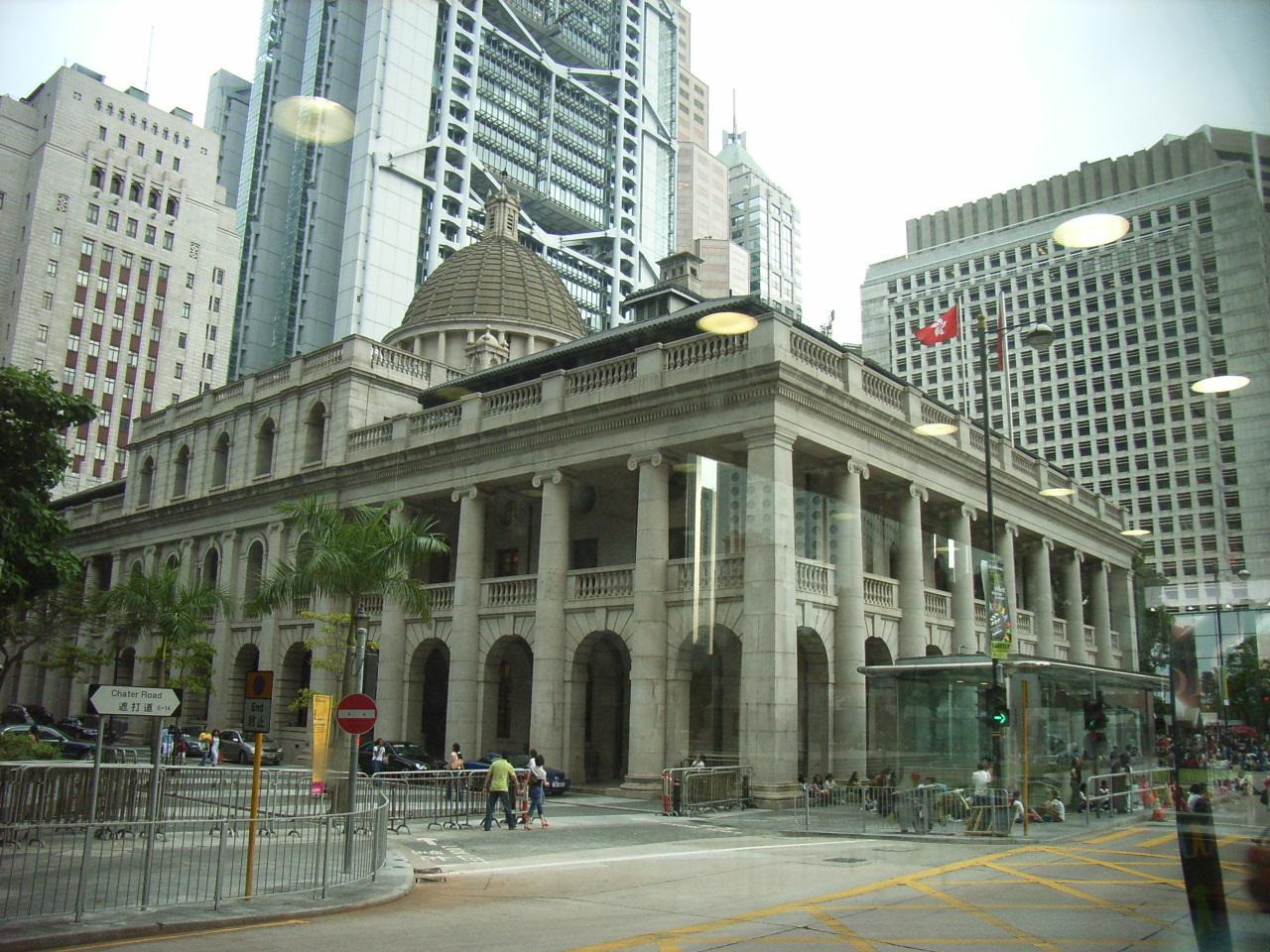
旧立法会議事堂(現終審法院庁舎)

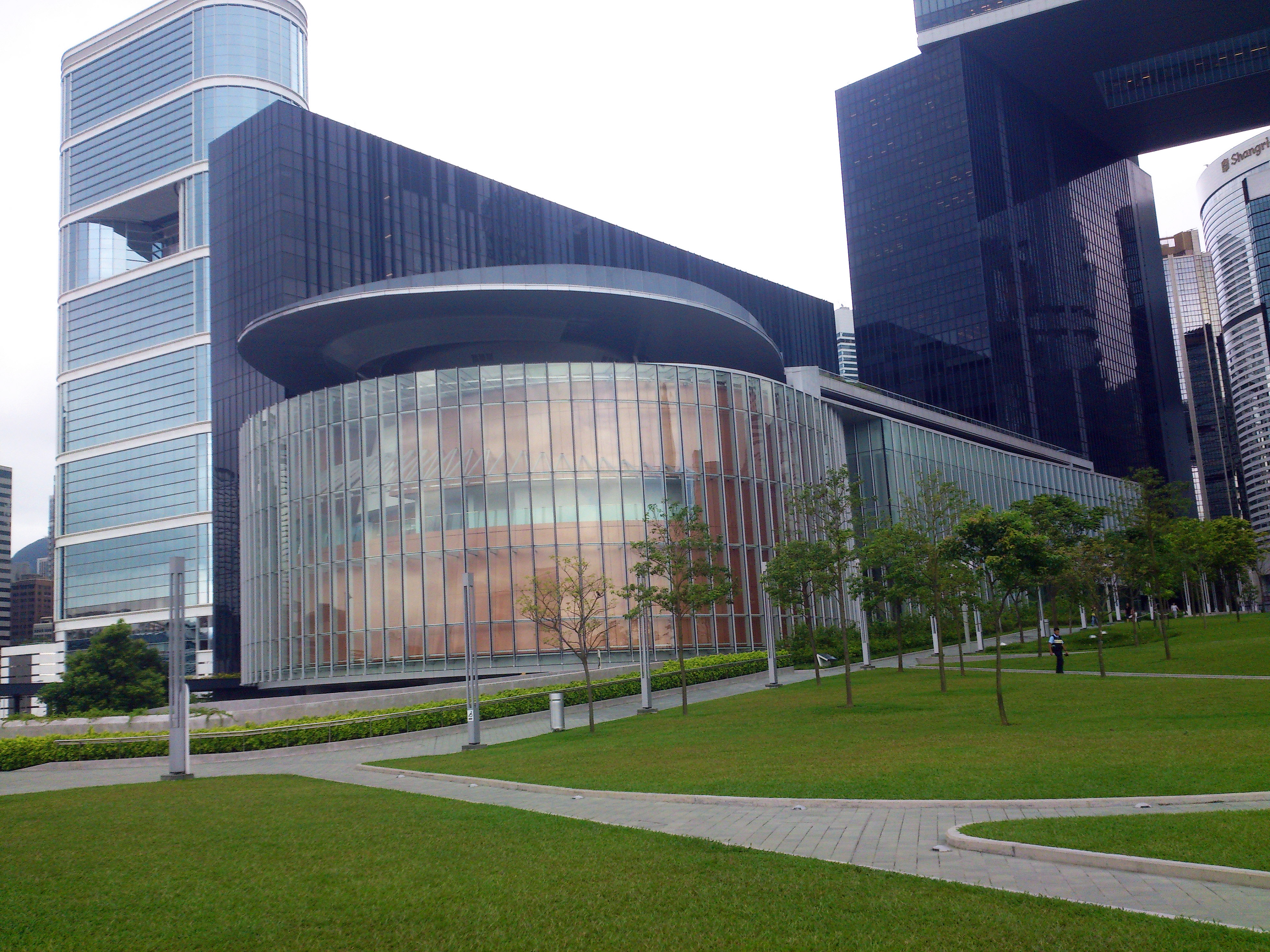
現在の立法会綜合大樓

70議席の立法会 (Legislative Council) （議長：曽鈺成）が設置されている。議員の選出方法は比例代表による直接選挙および職能団体選挙（職能代表制）それぞれ35議席となっている。職能団体選挙では30議席が間接選挙、5議席が区議会議員から直接選挙で選ぶ。任期は4年。
各区には区議会が設置されている。区議会には法令を制定する権限はなく、諮問機関として位置付けられている。民選、委任（任命）および当然（兼職）議員によって構成される。当初の英文名称はDistrict Boardであった。1999年の市政局・区域市政局の廃止後、区議会の英文名称はDistrict Councilへと変更された。
市政局（1883年設置）・区域市政局（1986年設置）も諮詢機関であり、区議会の上位にある事実上の地方議会であった。これらに対応する執行機関はなく、政府が任命する民政事務専員が主催する地区管理委員会が設けられているにすぎなかった。区議会の正副主席も同委員会の委員となり、政府の各部門との意見交換が行われていた。両局が廃止された表向きの理由は、インフルエンザ流行時の反省から両局が管轄する衛生行政を香港政府本体に統合することとされた。
さらに新界原居民による議会組織として郷議局、その下部組織として郷事委員会もある。郷議局は郷事委員会の互選により選出される。なお、2000年にその選挙法が差別的だとの判断を終審法院が下したため、2003年以降は一般住民の「村代表」（郷事委員会の構成員）も選出されることになった。
この他、中華人民共和国の全国人民代表大会と中国人民政治協商会議全国委員会にも、香港特別行政区から代表と委員が選出されているが、選挙方式は間接制限選挙のみだったため、代表性は乏しい。

## 政党
香港の主な政党には、建制派（親中派）の民主建港協進聯盟（左派）や自由党（親中右派）、泛民主派の民主党、公民党、社会民主連線、人民力量などがある。董建華政権においては、民主建港聯盟と自由党が事実上の与党となり、司長もしくは局長を含む、行政会議メンバーを輩出した。しかし曽蔭権政権は民主派へ接近する姿勢を見せ、両党との関係に溝が生じ始めている。民主党と公民党は普通選挙の実施を求める民主派である。
香港では政党の要件を規定する法が無いため、多くの政党が会社法（公司法）に基づいて登記している。香港の会社法は、組織構成員について過去に遡って公表することを要求している。しかし中華人民共和国の中央政府と関係が良くない民主派の政党にとっては、その党員名簿を公表すれば、中華人民共和国本土で不利な扱いを受ける恐れもあり、深刻な問題になる可能性もある。そのため特に中華人民共和国の中央政府との関係が悪い民主党は党員名簿を公開していない。
なお政党には「社会団体」として登録する道もあり、過去にはそうした政党もあった。だが、黒社会（暴力団）などによる悪用を防ぐため、社会団体の集会には警察が参加し、監視することが可能である。特に公民党が香港における政党制度の不備を指摘し、政党法の制定する必要性を説き始めている。